# Diecezja Óbidos
Diecezja Óbidos (łac. Dioecesis Obidensis) – diecezja Kościoła rzymskokatolickiego w Brazylii. Należy do metropolii Santarém i wchodzi w skład regionu kościelnego Norte 2. Została erygowana przez papieża Piusa XII bullą Cum sit animorum w dniu 10 kwietnia 1957 jako prałatura terytorialna. 9 listopada 2011 podniesiona do rangi diecezji.